# Ángulo de deriva lateral
El ángulo de deriva lateral es el que forma el sentido de avance del vehículo y el sentido de avance que debería tener el vehículo si siguiese la dirección impuesta por la rueda (es decir, la impuesta por el conductor). Un ejemplo extremo sería la conducción sobre una superficie helada. Debido a la baja adherencia, el vehículo sigue recto a pesar de que el conductor quiera imponer un giro. Esto ocurre en menor medida cada vez que se toma una curva.
Como consecuencia de este efecto se produce la fuerza lateral y un momento de autoalineamiento.